# Palazzo Michajlovskij
Il Palazzo Michajlovskij (in russo Михайловский дворец?, Michajlovskij dvorec) è ospita oggi la sede principale del Museo Russo, venendo concepito inizialmente dallo zar Paolo I di Russia come residenza per l'ultimogenito Michail Pavlovič Romanov; la costruzione avvenne tra il 1819 ed il 1825, su progetto dell'architetto napoletano Carlo Rossi. L'edificio si trova nella Piazza delle Arti di San Pietroburgo.

## Storia

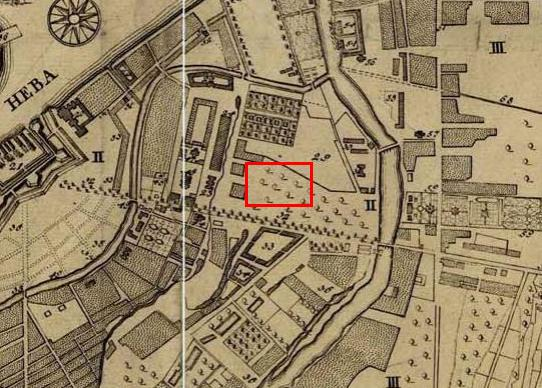
Sito originale del Palazzo di Michele.

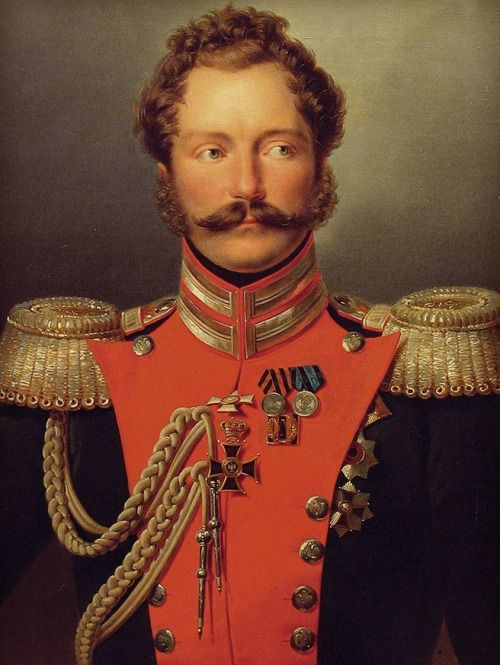
Ritratto del Granduca Michail Pavlovič Romanov, per cui fu costruito il palazzo.

Il Palazzo Michajlovskij fu progettato come residenza per il Granduca Michele Pavlovich, ultimogenito di Paolo I di Russia e della consorte, Sofia Dorotea di Württemberg; su ordine dello zar Paolo, venne deciso che centomila rubli dovevano essere stanziati annualmente per la costruzione del Palazzo dal 1798 in poi. Nel 1801, Paolo I fu detronizzato ed assassinato in un colpo di stato, e di conseguenza il figlio fu proclamato Alessandro I di Russia, il quale decise di realizzare i desideri di suo padre e diede la sua approvazione alla costruzione del nuovo palazzo quando il fratellastro Michele aveva 21 anni. Al tempo erano stati accumulati circa 9 milioni di rubli. I progetti furono redatti da Carlo Rossi nel 1817. Inizialmente venne individuato il sito del Palazzo Vorontsov e poi quello della residenza di Zachar Grigor'evič Černyšëv, dove venne poi edificato il Palazzo Mariinskij. Entrambe le opzioni furono respinte da Alessandro I perché inutilmente costose e complesse, scegliendo invece un nuovo sito nel centro della città per lo sviluppo. Il sito scelto alla fine fu un'area precedentemente poco sviluppata, tra la confluenza dei fiumi Fontanka e Mojka, il canale Griboedov e la Prospettiva Nevskij. Era stato utilizzato come giardino e spazio di caccia, con il Palazzo d'Estate dell'imperatrice Elisabetta e, più tardi, il Castello Michajlovskij dello zar Paolo I, situati nelle vicinanze. Rossi si propose di sviluppare un nuovo complesso architettonico, che avrebbe incluso non solo un nuovo palazzo, ma anche una piazza e due nuove strade, Inzhenernaya e Mikhailovskaya. Due strade esistenti, Sadovaya e Italyanskaya, dovevano essere estese e incluse nell'insieme architettonico generale.

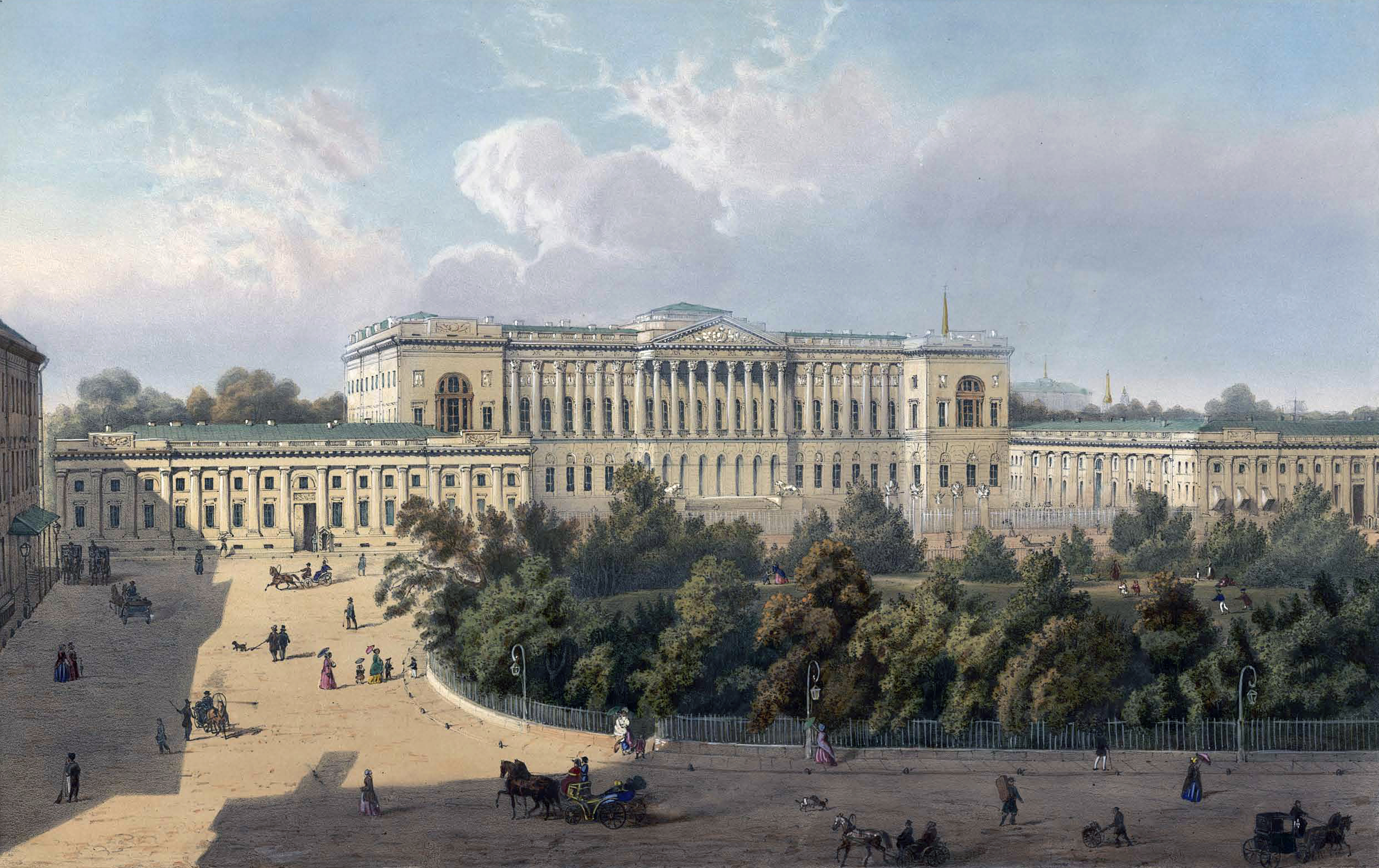
Veduta del Palazzo Michajlovskij.

All'inizio di aprile del 1819 venne creata la "Commissione per la costruzione del palazzo del Granduca Michail Pavlovich"; la cerimonia di posa della fondazione ebbe luogo nell'estate di quell'anno, con l'inizio della costruzione il 26 luglio. L'architetto Adam Menelaws progettò anche un giardino per il palazzo che si affacciava sul Campo di Marte, che divenne noto come "Giardino Mikhailovsky". I lavori di muratura furono affidati a Foma Adamini, a Domenico Adamini ed a Iosif Bernadazzi. Come era comune nei progetti edilizi russi, i lavori di costruzione venivano eseguiti solo nelle stagioni calde per garantire che il lavoro fosse affidabile e durevole, mentre l'inverno veniva trascorso raccogliendo materiali da costruzione e lavorando su progetti e calcoli. Il nucleo principale del palazzo fu costruito tra il 1819 e il 1820, mentre le ali furono aggiunte l'anno successivo; entro la fine del 1822 la maggior parte della costruzione era terminata. I progetti e le decorazioni degli interni furono completati nei due anni successivi. Nel febbraio del 1824 il Granduca Michele sposò la principessa Carlotta di Württemberg, che prese il nome di Elena Pavlovna, e verso la metà dell'anno successivo i lavori nel palazzo erano in gran parte completati. L'imperatore Alessandro I visitò il nuovo palazzo e si dichiarò estremamente soddisfatto del risultato, conferendo a Rossi un anello di diamanti e l'Ordine di San Vladimir di III classe. Rossi ricevette anche un appezzamento di terreno per la costruzione della propria casa. Il palazzo venne ufficialmente completato l'11 settembre, quando lo Zar lo donò al fratello minore, il Granduca Michele ed ai suoi eredi in perpetuo. La sua costruzione aveva richiesto sei anni, al costo di 7.875.000 rubli. Di questa somma circa 4 milioni di rubli, più della metà del costo totale, furono spesi per la sua decorazione. Per celebrare l'occasione fu organizzato un grande banchetto e il giorno seguente Alessandro partì per il suo viaggio verso sud, dove morì. Il Granduca Michele e la sua nuova moglie si trasferirono nella loro nuova casa dai loro appartamenti al Palazzo d'Inverno.

Il Palazzo Mikhailovsky ospita l'edificio principale del Museo Russo ed è utilizzato per esporre le sue collezioni di opere d'arte antiche e quelle del XVIII e XIX secolo. L'ingresso e le uscite avvengono attraverso il piano inferiore, che contiene le biglietterie, i guardaroba, i negozi, il bar e altri servizi per i visitatori. L'ala Rossi, l'ex ala Freylinskiy, espone arte del diciannovesimo secolo ed esempi di arte popolare russa.Nell'ala Benois sono esposte opere d'arte del XX secolo e mostre temporanee. L'ex ala del Maneggio fu demolita da Vasily Svinin, e tra il 1900 e il 1911 fu costruito un nuovo edificio, che ora ospita il Museo Etnografico Russo, inizialmente il dipartimento di etnografia del Museo Russo, ma istituito come museo separato nel 1934. Tra il 2000 e il 2002 è stata ricreata la decorazione originale della chiesa del palazzo.

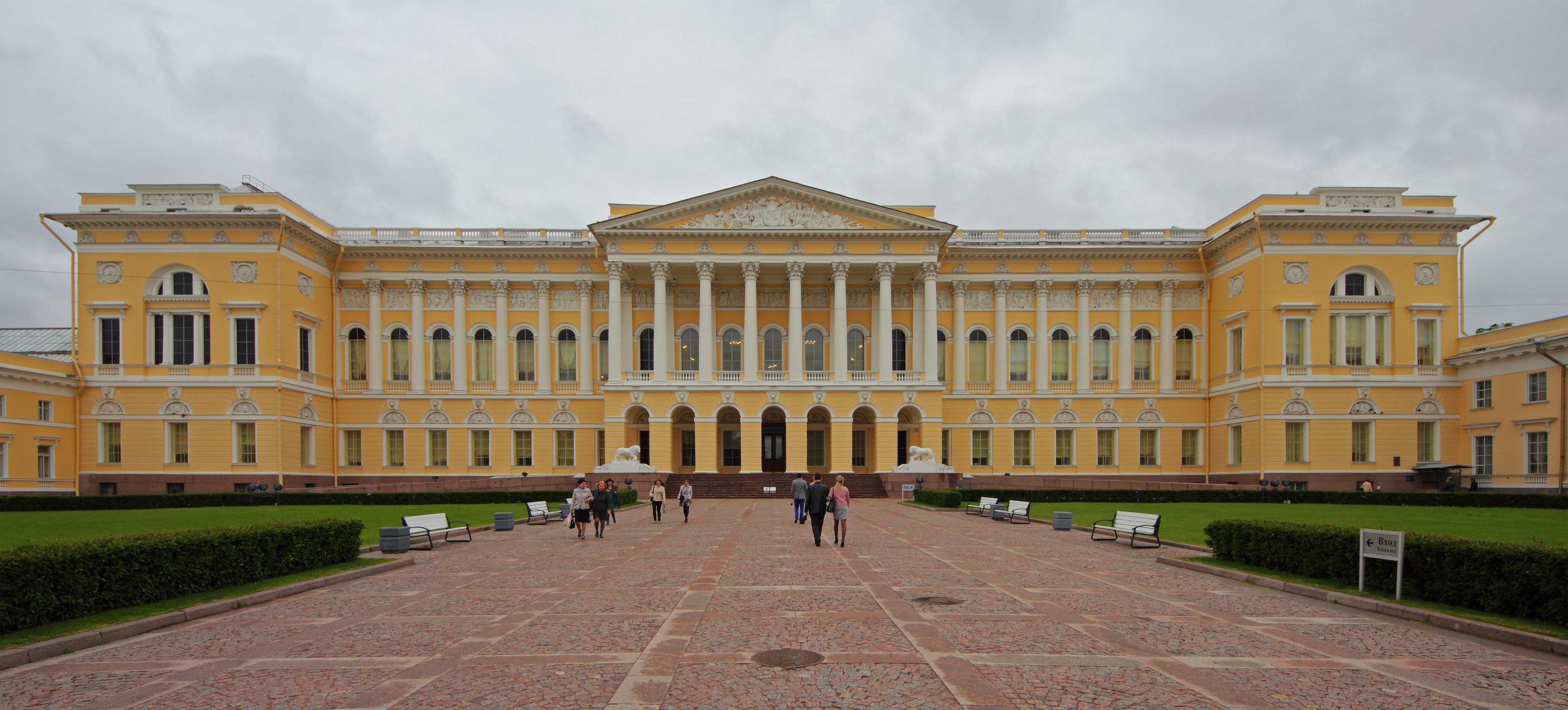
Facciata del Palazzo Michajlovskij.

## Stile

Interni opulenti e dorati del Palazzo.

Il palazzo è costituito da un corpo centrale con due ali, che ospitano gli spazi di servizio; l'ala occidentale fu completata dall'ala Freylinskiy, o ala delle dame di compagnia, e quella orientale, dall'ala Manezhny, o ala del maneggio. Un annesso separato vicino all'ala Manezhny veniva utilizzato come stalla, con un altro annesso, la lavanderia, situato all'angolo tra le vie Inzhenernaya e Sadovaya. Il palazzo si affacciava su Piazza Mikhailovsky, oggi Piazza delle Arti. La sua facciata è costituita da un piano inferiore bugnato sotto il portico del piano nobile, una loggia con un colonnato corinzio a tre quarti di otto colonne che sostiene un timpano triangolare con decorazioni ad armatura di Stepan Pimenov e Vasilij Ivanovič Demut-Malinovskij . La scalinata d'ingresso è fiancheggiata da due leoni medicei, fusi appositamente per il palazzo nel 1824. Gli archi e le finestre del primo piano sono decorati con teste di leone in pietra. La facciata rivolta verso il Giardino Mikhailovsky è costituita da una grande loggia-colonnato, mentre colonnati corinzi decorano le ali dell'edificio. Il piano inferiore ospita gli appartamenti privati, mentre il primo piano ospita le suite ufficiali, le sale da ballo e le sale di rappresentanza. C'era una cappella domestica dedicata all'Arcangelo Michele nell'angolo sud-est del mezzanino e le cucine al piano terra. L'ingresso conduce ad un ampio vestibolo con bassorilievi, un colonnato corinzio, un plafone e un lucernario. Il progetto del palazzo acquisì fama e rispetto a livello internazionale. Dopo aver ascoltato i rapporti del suo ambasciatore in Russia, Granville Leveson-Gower, I conte Granville, re Giorgio IV del Regno Unito chiese all'imperatore russo un modello del palazzo. Uno fu debitamente costruito da Nikolai Tarasov, misurava due metri di lunghezza e due di larghezza, e fu consegnato al re dal fratello di Tarasov, Ivan.

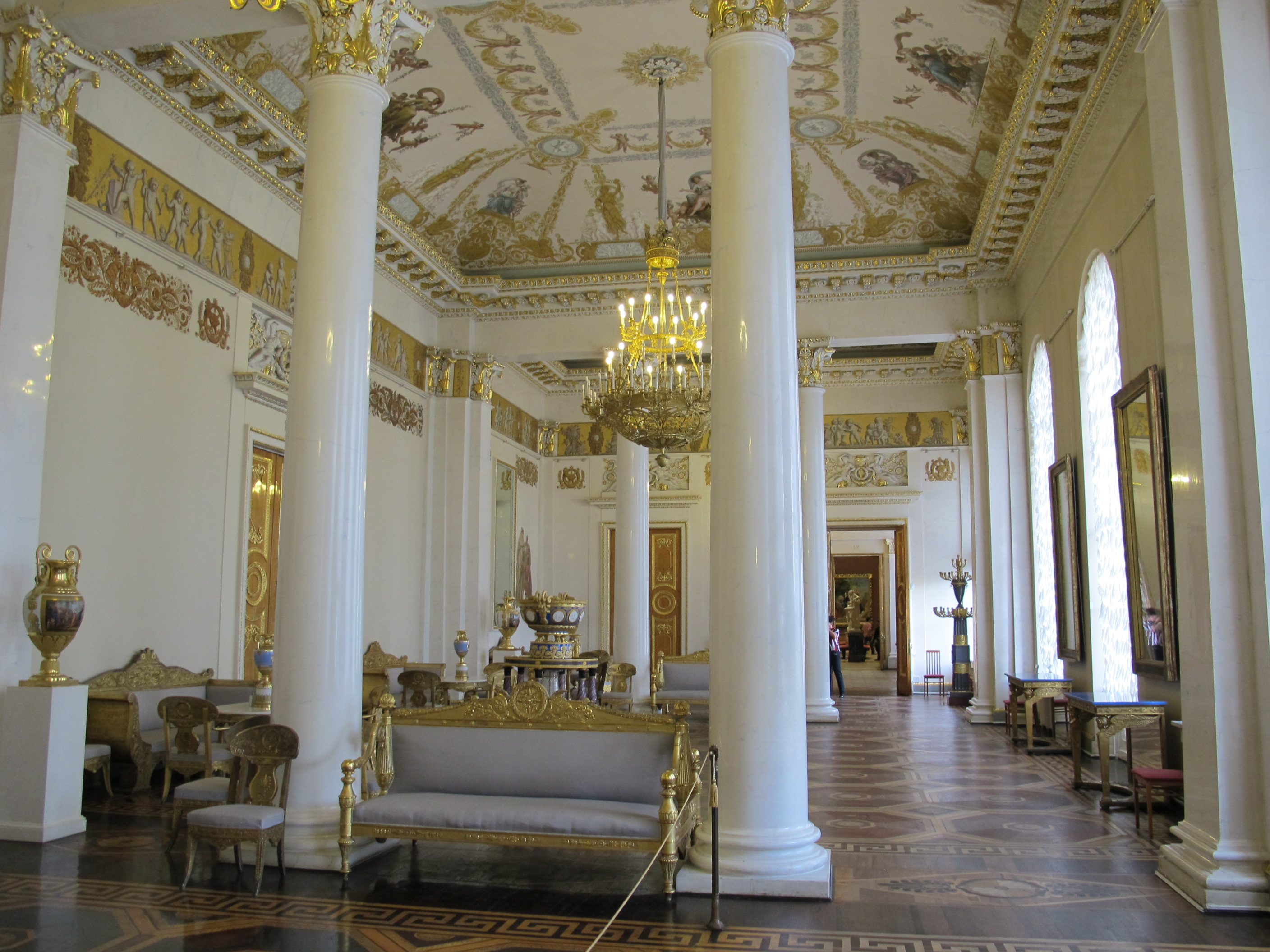
La "Sala Bianca" del Palazzo.

Si accedeva alla Galleria Blu attraverso un portale fiancheggiato da cariatidi di Stepan Pimenov, che conduceva alla grande sala da pranzo, con soffitto a volta con cassettoni in grisaglia. Il passaggio conduceva attraverso una sala da ballo decorata in marmo ai salotti e poi alle stanze di rappresentanza. Mentre quelle della Granduchessa Elena erano particolarmente lussuose, le cabine del Granduca Michele erano più spartane. L'ambasciatore Leveson-Gower scrisse che "L'unico luogo in cui il Granduca consentiva sfarzo e lusso era una ricca e varia collezione di armi, armature, elmi, equipaggiamento, artiglieria e altre armi da fuoco in perfette condizioni". spade, stendardi, tele di soggetti militari e ritratti". Tra i trofei c'erano i tre cannoni che avevano svolto un ruolo importante durante la crisi di ascesa al trono del 1825, quando furono usati per sgomberare Piazza San Pietro, oggi del Senato, dai Decabristi. Furono donati al Granduca da suo fratello, l'imperatore Nicola I di Russia.

## Funzione

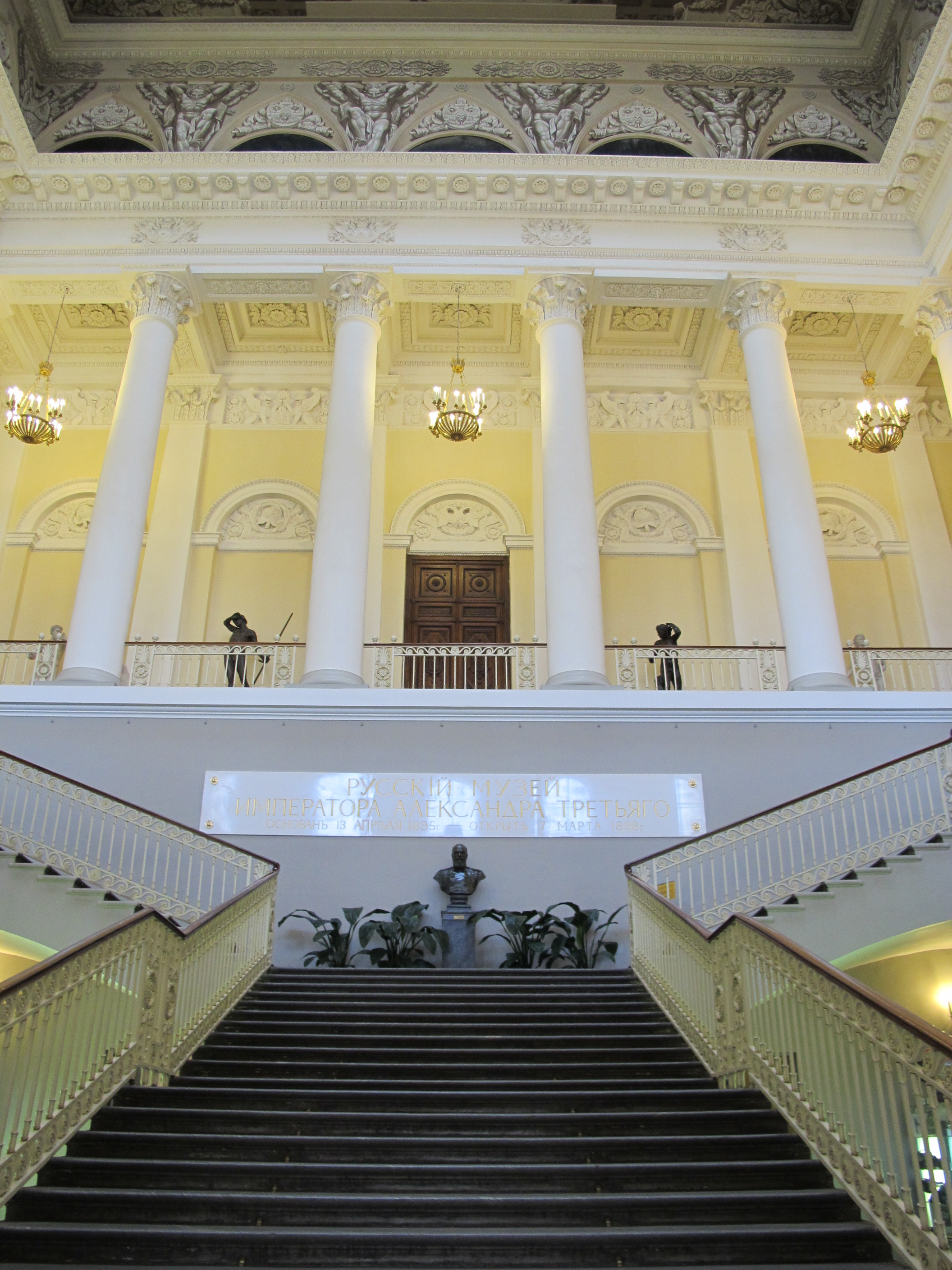
Il Grande Scalone del Palazzo, con una targa ed una statua per Alessandro III.

Il Granduca Michele mantenne uno stretto contatto con la vita militare, ospitando spesso commissioni a palazzo e ricevendo in udienza il personale militare in cerca di un incarico. I servi erano spesso veterani militari e per un periodo il maggiore generale Dmitry Vasilchikov della Campagna di Russia del 1812 visse a palazzo. Il Granduca Michele morì nel 1849 ed il palazzo passò alla sua vedova, la Granduchessa Elena Pavlovna. Divenne famosa come dama di salone, avendo tra i suoi ospiti i poeti Aleksandr Sergeevič Puškin, Fëdor Ivanovič Tjutčev e Vasilij Andreevič Žukovskij. Fu mecenate di artisti come Alexander Ivanov, Karl Bryullov ed Ivan Konstantinovič Ajvazovskij. Un altro ospite fu Nikolaj Miklucho-Maklaj, che, con l'aiuto di Elena Pavlovna ed Anton Grigor'evič Rubinštejn, fondò la Società musicale russa e il Conservatorio di San Pietroburgo. Le lezioni della Società e del Conservatorio a volte si tenevano nel palazzo. Il giovedì divenne il giorno in cui statisti, scienziati, scrittori e artisti si incontravano a palazzo. Otto von Bismarck fu uno dei partecipanti, mentre prestava servizio come inviato prussiano in Russia, e a volte l'imperatore Nicola I visitò, così come il suo successore l'imperatore Alessandro II e sua moglie, Maria Alexandrovna. Era famosa anche per i balli che organizzava a palazzo, degni di quelli della famiglia imperiale. Il Marchese di Custine ricordava:

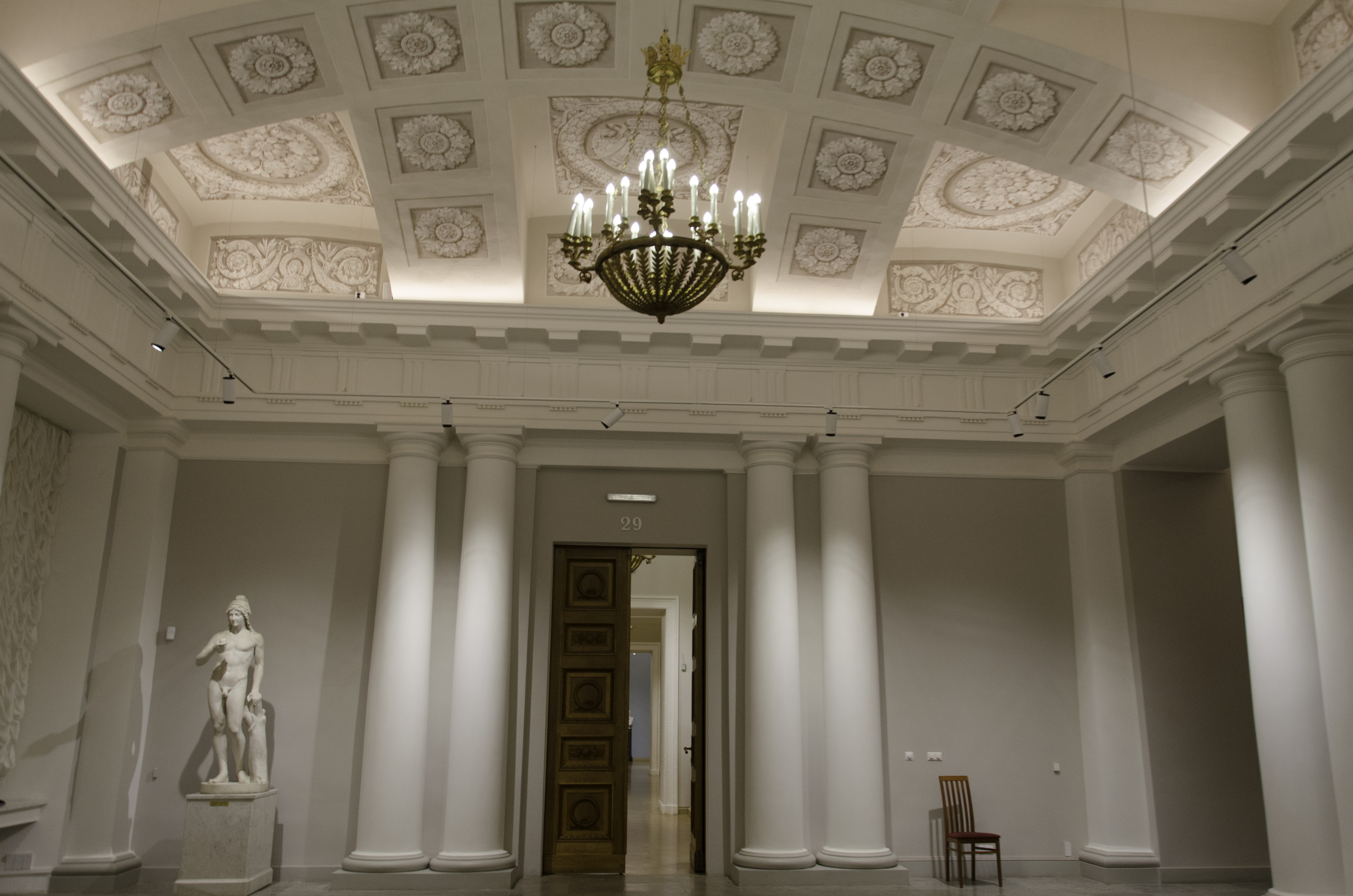
Particolare soffitto di una sala.

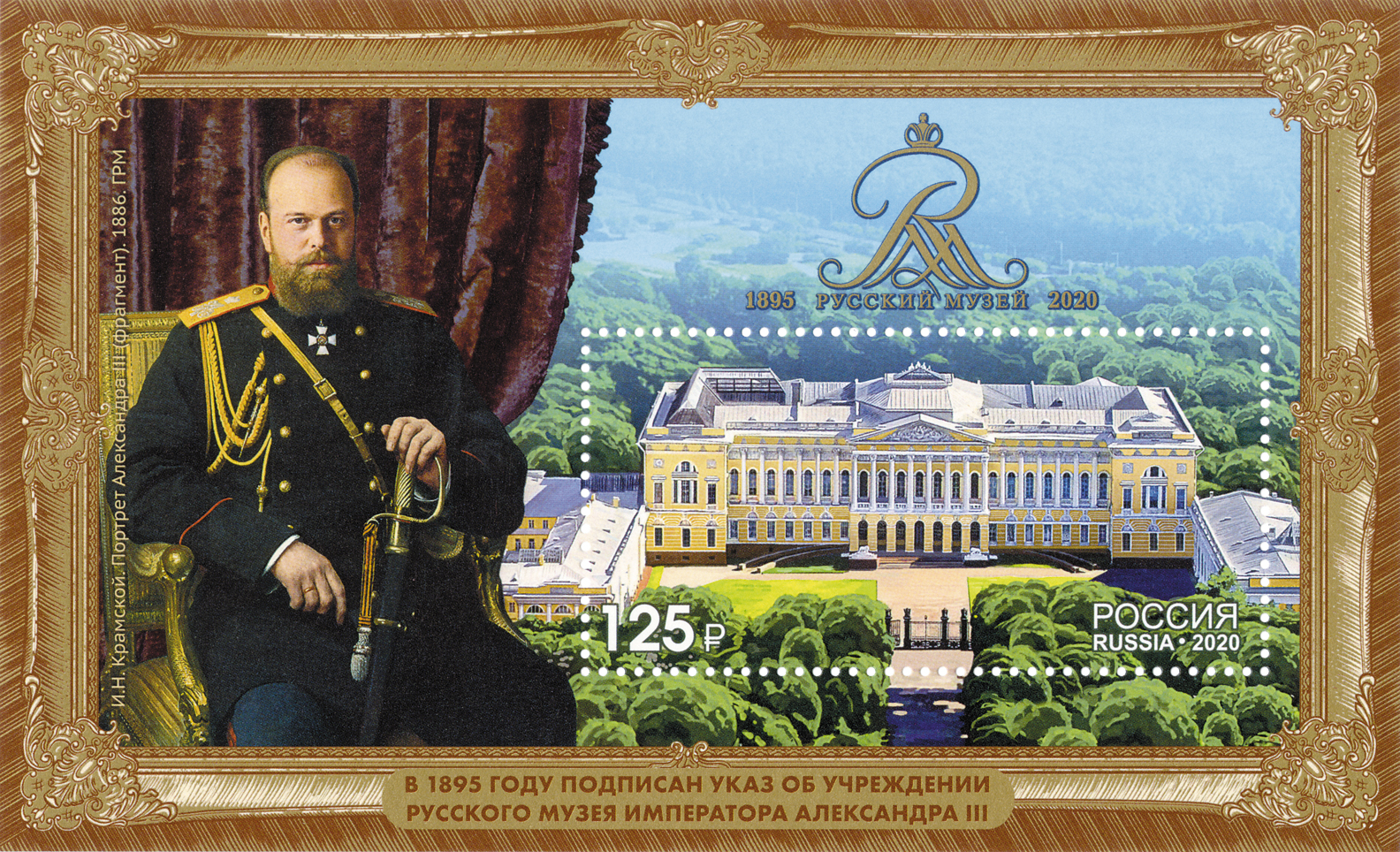
Francobollo dell'anno 2020, che raffigura il Palazzo e lo zar Alessandro III.

L'appartamento del Granduca rimase inalterato durante la sua vita, anche se negli anni 1830s la Granduchessa Elena ordinò la ricostruzione del suo appartamento da parte di Andrej Stackenschneider, in linea con gli stili dell'epoca. Anche le cabine più piccole vennero rinnovate durante il periodo della sua occupazione. Per realizzare quest'opera furono impiegati in periodi diversi diversi architetti famosi: Harald Julius von Bosse ristrutturò due salotti e due studi dell'appartamento della Granduchessa negli anni 1840-50, Ludwig Bohnstedt ristrutturò le stanze della figlia della coppia, la Granduchessa Ekaterina Michajlovna, nel 1850; Aleksandr Yurkevich rimodellò la chiesa superiore del palazzo nel 1857 e Robert Goedike la sala della musica nel 1863. Nel 1859 Georg Preiss fu nominato architetto del palazzo, mentre I. Jogansson e Veniamin Stukkei realizzarono diverse commissioni negli anni 1870s. La granduchessa Elena morì nel 1873 e il palazzo passò alla sua terza figlia, la granduchessa Caterina Michajlovna, che aveva sposato il duca Giorgio Augusto di Meclemburgo-Strelitz. Nel 1865 venne costruita una nuova suite di otto stanze per la Granduchessa Caterina Michajlovna e sua figlia Elena di Meclemburgo-Strelitz nell'ala Manezhny, che divenne la residenza principale della Granduchessa Caterina fino alla sua morte nell'aprile del 1894. Le sale di rappresentanza di Caterina Michajlovna e Freylinskiy erano state restaurate dopo la morte della granduchessa Elena. Preiss si ritirò nel 1888 e passò i suoi incarichi al figlio Konstantin. All'inizio degli anni 1890 la famiglia ducale risiedeva principalmente nelle ali del palazzo, con le sale di rappresentanza principali in gran parte vuote. Con la morte della granduchessa Caterina Michajlovna il 30 aprile 1894, il palazzo passò ai suoi figli, Giorgio Alessandro, Carlo Michele ed Elena, duchi e duchesse di Meclemburgo-Strelitz. Ciò creò un dilemma politico poiché, mentre i bambini erano tecnicamente sudditi del ducato di Meclemburgo-Strelitz, Palazzo Michajlovskij doveva essere un possedimento della famiglia Romanov. Lo zar russo Alessandro III decise di acquistare il palazzo a spese pubbliche e di fondarvi l'Istituto Kseniinsky, in onore di sua figlia, la granduchessa Xenia Aleksandrovna. Alessandro morì improvvisamente nel 1894 prima che ciò potesse essere effettuato, e fu suo figlio e successore come imperatore Nicola II a incaricare il ministro delle finanze Sergej Witte di organizzare l'acquisto del Palazzo Michajlovskij. Fu concordata una somma di quattro milioni di rubli e il 20 gennaio 1895 il palazzo tornò nelle mani dei Romanov. Alla famiglia in partenza fu permesso di prendere alcune delle decorazioni relative alla storia della famiglia, di conseguenza, molti dei lampadari, porte e caminetti furono rimossi.

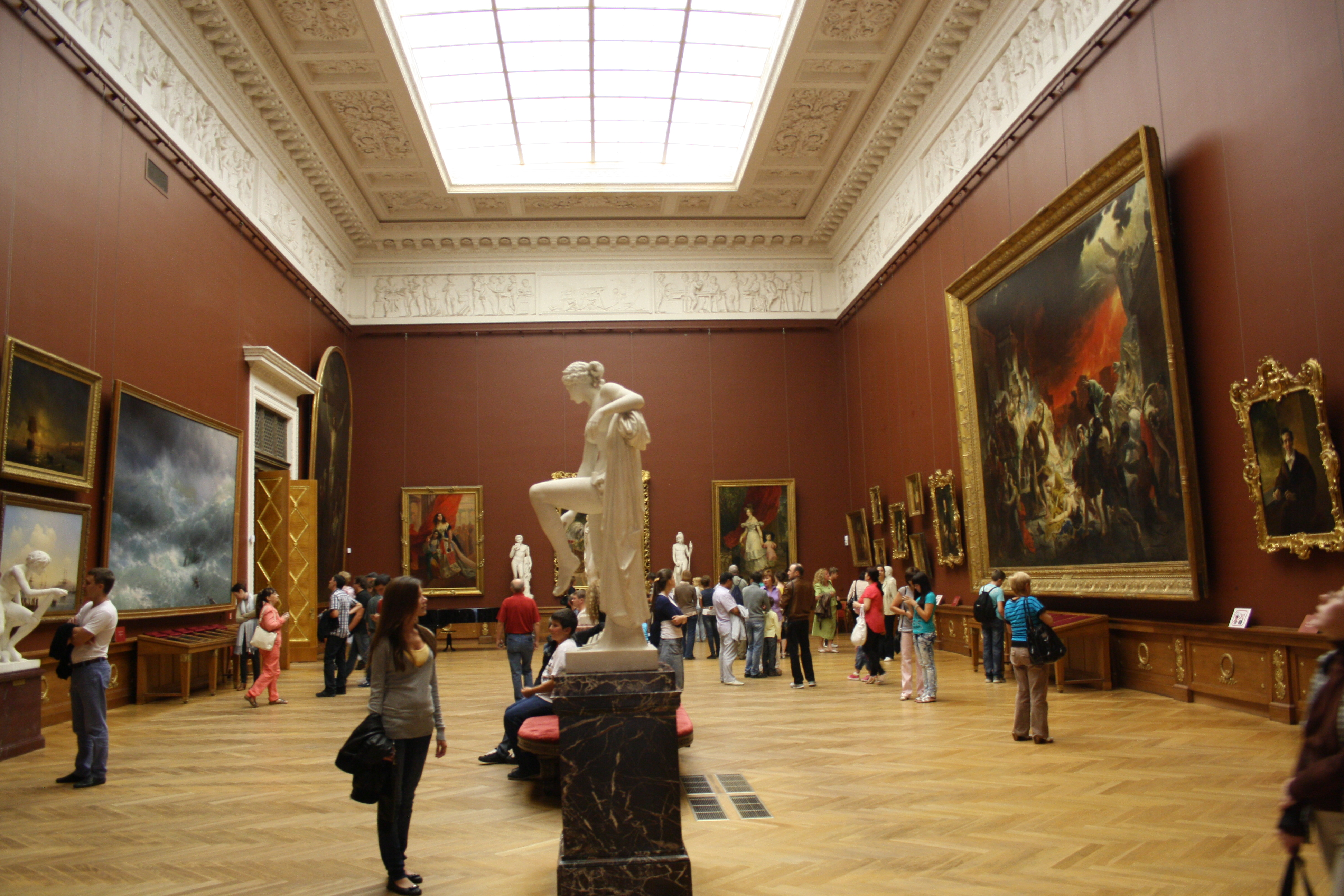
Sala del Palazzo che è stata adibita per accogliere le opere del Museo Russo.

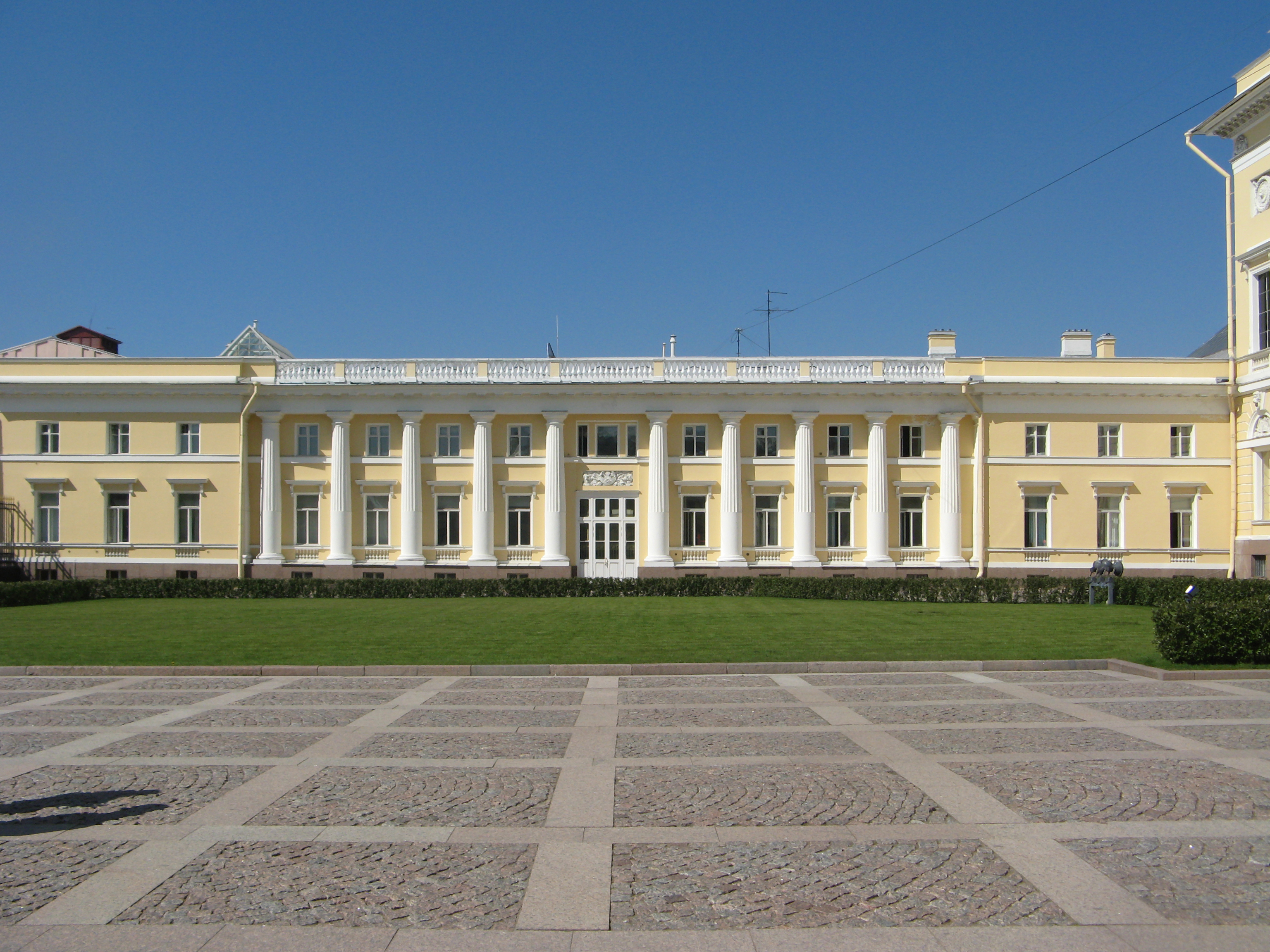
L'ala progettata dall'italiano Carlo Rossi.

Witte suggerì che Nicola II avrebbe potuto prendere possesso del Palazzo Mikhailovsky, anche se lo Zar preferì restare nel Palazzo d'Inverno. Nel frattempo, il proposto Istituto Kseniinsky aveva già preso possesso del Palazzo Nicola. Witte suggerì quindi che il Palazzo Mikhailovsky sarebbe stato una sede adatta per un museo di arte russa in onore dell'imperatore Alessandro III, proposta che Nicola accettò. A quel tempo l'Hermitage ospitava principalmente opere di artisti stranieri, con una sola sala riservata all'arte nazionale. Fu deciso di fondare una nuova istituzione dedicata all'arte russa e, con decreto personale del 13 aprile 1895 Nicola II fondò il "Museo russo dell'imperatore Alessandro III" e pose in suo possesso il complesso del Palazzo Mikhailovsky. Il museo fu posto sotto la supervisione del Granduca Georgij Michajlovič Romanov, con un comitato istituito sotto la guida del professor Mikhail Botkin per supervisionare la ricostruzione del palazzo in un museo dall'architetto Vasily Svinin dell'Accademia Imperiale delle Arti. La ricostruzione comportò notevoli cambiamenti all'interno del palazzo. Le porte vennero alzate, alcune vennero bloccate e vennero creati nuovi passaggi. Caminetti, mensole e specchi vennero rimossi, così come dipinti murali e modanature, e stanze più piccole vennero unite per creare spazi espositivi più grandi. La sala da ballo e il grande teatro furono completamente ristrutturati: le finestre furono chiuse e sostituite da lucernari. Benché la ricostruzione sia stata eseguita in stile neoclassico per rispettare i progetti originali, solo pochi degli interni progettati da Rossi sono stati conservati. Sono stati installati anche soffitti in cemento per proteggere dagli incendi in soffitta e il sistema di riscaldamento centralizzato è stato revisionato, così come sono state adottate misure per migliorare la ventilazione e l'approvvigionamento idrico. I lavori principali dell'edificio furono completati nella primavera del 1896, dopodiché iniziarono i lavori sugli interni, a cui parteciparono gli artisti N. Blinov, N. Budakov, A. Boravsky; gli scultori Amandus Adamson e l'ebanista S. Volkovisky. Il comitato effettuò un esame finale del lavoro il 28 febbraio 1898 e si dichiarò pienamente soddisfatto. Il museo venne ufficialmente inaugurato il 7 marzo 1898.